# Семюель Аджей
Семюель Аджей (англ. Sammy Adjei, нар. 1 вересня 1980, Аккра) — ганський футболіст, що грав на позиції воротаря.
Виступав, зокрема, за клуби «Хартс оф Оук», «Ашдод» та «Хартс оф Оук», а також національну збірну Гани.

## Клубна кар'єра
Аджей почав кар'єру в клубі «Хартс оф Оук» в 1997 році. Протягом декількох років він був основним воротарем команди, хоча у нього траплялися травми і періоди спаду, коли він тимчасово поступався місце у воротах іншим гравцям. У 2000 році Аджей захищав ворота «Хартс» в обох фінальних матчах Ліги чемпіонів КАФ проти «Есперанса», в яких його клуб здобув перемогу.
Наприкінці липня 2004 року Аджей перейшов у туніський клуб «Клуб Африкен», який взяв його в річну оренду. Повернувшись ненадовго в «Хартс оф Оук» в 2005 році, Аджей знову покинув клуб, у вересні того ж року підписавши контракт з ізраїльським «Ашдодом». Протягом трьох років він захищав ворота ізраїльського клубу, користувався популярністю у вболівальників команди. Однак наприкінці 2007 року, коли в «Ашдод» слабо стартував у черговому чемпіонаті Ізраїлю, керівництво клубу ухвалило рішення відмовитися від послуг ганського воротаря і знайшло йому заміну.
У серпні 2008 року Аджей повернувся в «Хартс оф Оук». Влітку 2009 року він був близький до переходу в південноафриканський «Маріцбург Юнайтед», де провів кілька днів на перегляді, але в підсумку перехід не відбувся, і Аджей залишився в «Хартс». За клуб він продовжував виступати до 2013 року, коли після конфлікту з головним тренером Девідом Дунканом втратив місце в складі. В тому році керівництво команди взяло курс на оновлення складу і виставило на трансфер одразу 14 футболістів, серед яких виявився і Аджей. Після відходу з «Хартс» він вів переговори з кількома клубами, серед яких називалися «Грейт Олімпікс» та принциповий суперник його рідної команди «Асанте Котоко», але так і залишився без клубу. Провівши два роки поза футболом, восени 2015 року Аджей заявив про своє бажання повернутися в колишній клуб, прте на професійному рівні вже більше не грав.

## Виступи за збірні
1999 року залучався до складу молодіжної збірної Гани. Наступного року футболіст потрапив у заявку національної збірної на Кубок африканських націй 2000 року у Гані та Нігерії, проте так за неї і не зіграв жодного матчу.
Лише 2001 року дебютував в офіційних матчах у складі національної збірної Гани і на наступному Кубку африканських націй 2002 року у Малі вже був основним воротарем, зігравши у всіх чотирьох матчах. Після цього Аджей тривалий час він був основним воротарем збірної, у тому числі на Кубку африканських націй 2006 року в Єгипті та в вдалій кваліфікації до чемпіонату світу 2006 року, але потім поступився місцем у воротах Річарду Кінгсону і на самому чемпіонаті світу 2006 року у Німеччині вже був його дублером і на поле не виходив. 
У 2008 році Аджей став зі збірною Гани бронзовим призером домашнього Кубка африканських націй. Знову він протягом всього турніру залишався в запасі, поки ворота захищав Кінгстон. Після турніру Аджей оголосив про своє рішення завершити виступи за національну збірну. Він зазначив, що це рішення продиктоване не тим фактом, що він є лише другим воротарем команди, а бажанням зосередитися на виступах на клубному рівні. Проте в 2010 році Аджей попросив ганську футбольну федерацію скасувати його відмову виступати за збірну. У 2011 році він кілька разів з'являвся в запасі збірної, але на полі в офіційних матчах більше не виходив. Всього протягом кар'єри у національній команді провів у формі головної команди країни 37 матчів.

## Титули і досягнення
- Чемпіон Африки (U-21): 1999
- Бронзовий призер Кубка африканських націй: 2008